# Gigel Coman
Gigel Coman (sinh ngày 5 tháng 10 năm 1978 ở Bucharest) là một cầu thủ bóng đá người România, raised at Naţional Bucureşti. Anh là một tiền vệ chạy cánh trái. Hiện tại anh đang thi đấu và cũng là trợ lý huấn luyện viên cho câu lạc bộ Liga II Metaloglobus București.

## Sự nghiệp câu lạc bộ
Coman ra mắt chuyên nghiệp tại FC Naţional Bucureşti năm 1996, trước khi chuyển đến FCU Politehnica Timişoara vào kỳ nghỉ mùa đông mùa giải 2004-05.
Vào mùa hè năm 2006, với yêu cầu của Cosmin Olăroiu – huấn luyện viên Steaua Bucureşti - Coman được Steaua Bucureşti ký hợp đồng.

## Sự nghiệp quốc tế
Tính đến ngày 30 tháng 6 năm 2006, Coman có 3 lần ra sân cho România.